# Mitthyridium micro-undulatum
Mitthyridium micro-undulatum är en bladmossart som beskrevs av H. Robinson 1975. Mitthyridium micro-undulatum ingår i släktet Mitthyridium och familjen Calymperaceae. Inga underarter finns listade i Catalogue of Life.